# Marquesado de Santa Rosa de Lima
El marquesado de Santa Rosa de Lima, es un título nobiliario español creado el 29 de julio de 1723 por el rey Felipe V, con el vizcondado previo de San Roque, a favor de Diego Bernardo Jiménez de Morales y Serrano.
Este título se concedió inicialmente con la denominación de «marqués de Santa Rosa», y fue cambiada esta denominación en 1959 al suceder en el título, como cuarta marquesa, María de Aránzazu Ruiz de Gámiz y Zulueta.

## Marqueses de Santa Rosa de Lima
|                               | Titular                                           | Periodo               |
| Creación por Felipe V         | Creación por Felipe V                             | Creación por Felipe V |
| ----------------------------- | ------------------------------------------------- | --------------------- |
| I                             | Diego Bernardo Jiménez de Morales y Serrano       | 1723-                 |
| II                            | Diego Bernardo Jiménez de Morales y Arcaute       | -1773                 |
| Rehabilitado por Alfonso XIII |                                                   |                       |
| III                           | María de la Encarnación Díez de Ulzurrun y Alonso | 1923-1950             |
| IV                            | María de Aránzazu Ruiz de Gámiz y Zulueta         | 1959-1974             |
| V                             | Fernando Jiménez y Mendoza                        | 1974-1989             |
| VI                            | María del Rosario Jiménez Ruiz                    | 1989-actual titular   |

## Historia de los Marqueses de Santa Rosa de Lima
* I marqués: Diego Bernardo Jiménez de Morales y Serrano (con la denominación de "Santa Rosa"), caballero de la Orden de Calatrava, casado con María de Arcaute y Rojas. Le sucedió su hijo:
* II marqués: Diego Bernardo Jiménez de Morales y Arcaute (m. 1773), casado con Mercedes del Risco y Ciudad, luego esposa del virrey Gabriel de Avilés, marqués de Avilés.
Rehabilitado en 1923 por
* III marquesa: María de la Encarnación Díez de Ulzurrun y Alonso (1868-Andéraz, 22 de noviembre de 1950),  XVI marquesa de Montes Claros, II condesa de Casa Angulo, marquesa de Ulzurrun (título pontificio),  contrajo matrimonio con Juan Pablo Ruiz de Gámiz y Zulueta.
* IV marquesa: María de Aránzazu Ruiz de Gámiz y Zulueta (n. en 1925) (con la denominación cambiada a "Santa Rosa de Lima"), casada con Ángel María Hualde y Goizueta marqués de Casa Torre.
* V marqués: Fernando Jiménez y Mendoza, V marqués de Santa Rosa de Lima, IX marqués de la Merced, conde de Santa Engracia, conde de Gracia Real. Se casó en julio de 1953 con María Fernanda Ruiz y Jiménez, hija del magistrado del tribunal Supremo, Napoleón Ruiz Falcó. En 1989 le sucedió su hija:
* VI marquesa: María del Rosario Jiménez Ruiz.